# Адана
Ада̀на (на турски: Adana; на арменски: Ադանա; на старогръцки: Άδανα) е главен град на вилает Адана в Южна Турция и шести по големина в страната към 2022 г. Предполага се, че е известният в Древността град Антиохия в Киликия или Антиохия на Саурус.
Според преброяването от 2000 г. градът има 1 130 710 жители и е 5-ият най-голям град по население в Турция (след Истанбул, Анкара, Измир и Бурса). Населението на Адана се изчислява на 1 271 894 души през 2006 г.

## География
Един от най-големите и динамични градове на Турция, разположен на 30-на километра от брега, Адана е вратата на Киликийското поле (наричано в съвременна Турция Чукуровско поле), широко разстилащо се в равна и плодородна земя, лежаща югоизточно от планината Тавър.
От Адана, пресичайки Киликийското поле на запад, от Тарсус пътят навлиза в предпланинския район на Тавър. Понижението на температурата оттам става буквално с всяка крачка на издигане, като пътят достига до надморска височина над 1200 м. Той преминава и през забележителните скални образувания, наречени Вратите на Киликия.
На север градът е заобиколен от язовира „Джейхан“, построен през 1956 г.
За много турци Адана се свързва с кебап, шалгам, памук, портокали и много горещо време.

## Етимология
Предполага се, че е това е известният в Древността Антиохия в Киликия (гръцки: Αντιόχεια της Κιλικίας) или Антиохия ад Сарум (Αντιόχεια η προς Σάρον; „Антиохия на Сарус“) и че с тези имена е бил наречен в периода на елинизма. Според легендата Аднус и Сарус, синове на Уранус, се заселват на място близо до река Сейхан, където днес се издига Адана. Името на града произхожда от хетите – URUАдания на Кицуватна. В „Илиада“ на Омир градът е наречен Адана.
Редакторите на „Хелзинкски атлас“ колебливо идентифицират Адана като Куе (Quwê) (съдържаща се в клинописни плочици), новоасирийската столица на провинция Куе. Името също е представяно като Коа и може би е мястото, описано в Библията, където цар Соломон получава коне.
Градът има много имена през вековете: Аанос, Та Адана, Уру Адания, Ердене, Едене, Езене, Батана, Атана, Азана.

## История
При избухването на Балканската война през 1912 г. 2 души от Адана са доброволци в Македоно-одринското опълчение.

## Фестивали
- Филмов фестивал Алтън коза (Златен пашкул) – (14 – 25 септември)

## Образование
- Чукуровски университет (Киликийски университет)

## Спорт
Адана има 2 добре познати футболни отбора:
- „Аданаспор“ и
- „Адана Демирспор“.

## Родени в града
- Али Ердемир – учен металург;
- Али Сабанджъ – популярен бизнесмен;
- Айше Арман – водещ журналист;
- Фатих Терим – футболист, бивш треньор на „Галатасарай“ и националния отбор на Турция;
- Ферди Тайфур – певец, композитор и актьор;
- Хасан Шаш – футболист;
- Ирфан Маврук – ядрен физик, учен, изобретател, ракетен инженер;
- Шенер Шен – актьор;
- Тайбе Гюлек – икономист и политик;
- Тургут Айкач – олимпийски медалист по бокс;
- Яшар Кемал – писател;
- Къванч Татлъту – актьор, модел и рекламно лице;
- Баръш Хайта – актьор и певец.

## Побратимени градове
- Уажир, Кения
- Беершеба, Израел
- Бремерхафен, Германия
- Джида, Саудитска Арабия
- Кордоба, Испания
- Ливорно, Италия
- Санкт Петербург, Русия
- Скопие, Северна Македония
- Фамагуста, Кипър
- Шумкент, Казахстан